# マイ・フレイム・バーンズ・ブルー
マイ・フレイム・バーンズ・ブルー(My Flame Burns Blue)は、2006年発表のエルヴィス・コステロとメトロポール・オーケストラのアルバム。

## 収録曲
1. ホーラ・ディキュベタス - Hora Decubitus
2. フェイヴァリット・アワー - Favourite Hour
3. ザッツ・ハウ・ユー・ゴット・キルド・ビフォア - That's How You Got Killed Before
4. アポン・ア・ヴェイル・オブ・ミッドナイト・ブルー - Upon a Veil of Midnight Blue
5. クラブランド - Clubland
6. オールモスト・ブルー - Almost Blue
7. ・・・ダスト - ...dust (日本盤のみのボーナストラック)
8. スピーク・ダークリー、マイ・エンジェル - Speak Darkly, My Angel
9. オールモスト・アイディアル・アイズ - Almost Ideal Eyes
10. キャン・ユー・ビー・トゥルー? - Can You Be True?
11. プット・アウェイ・フォービドゥン・プレイシングス - Put Away Forbidden Playthings
12. エピソード・オブ・ブロンド - Episode of Blonde
13. マイ・フレイム・バーンズ・ブルー(ブラッド・カウント) - My Flame Burns Blue (Blood Count)
14. ウォッチング・ザ・ディテクティヴス - Watching the Detectives
15. ゴッド・ギヴ・ミー・ストレングス - God Give Me Strength
16. スティル - Still (iTunes Storeのみのボーナス・トラック)

### ボーナス・トラック
1. イル・ソーニョ組曲 前奏曲
2. イル・ソーニョ組曲 序曲
3. イル・ソーニョ組曲 パック1
4. イル・ソーニョ組曲 宮廷
5. イル・ソーニョ組曲 職人の遊び時間
6. イル・ソーニョ組曲 オーベロンとタイターニア
7. イル・ソーニョ組曲 オーベロンとパックの陰謀
8. イル・ソーニョ組曲 パック2
9. イル・ソーニョ組曲 容疑者の列
10. イル・ソーニョ組曲 ボトムの顔
11. イル・ソーニョ組曲 愛の火花
12. イル・ソーニョ組曲 苦しみの女
13. イル・ソーニョ組曲 謙虚になったオーベロン
14. イル・ソーニョ組曲 よじれて-もつれて
15. イル・ソーニョ組曲 精とロバ
16. イル・ソーニョ組曲 眠り
17. イル・ソーニョ組曲 芝居
18. イル・ソーニョ組曲 結婚式